# Юлчиева, Мунаджат Абдувалиевна
Мунаджат Юлчиева (род. 26 ноября 1960 года, Булакбашинский район, Андижанская область, Узбекская ССР, СССР) — узбекская певица. Герой Узбекистана (2021), Народная артистка Республики Узбекистан (1994), Заслуженная артистка Узбекской ССР (1990), Народный хафиз Таджикистана (2024).

## Биография
Родилась в Булакбашинском районе Андижанской области. Она является третьим ребёнком в семье, состоящей из восьми детей — 6 дочерей и 2 сыновей.
В 1978 году она приехала в Ташкент ,чтобы поступать в консерваторию. Профессор Шавкат Мирзаев принял её в класс в отделение традиционного пения.
На втором курсе ей предложили перевестись в Московскую консерваторию. Однако Муножат отказалась.
Репертуар Юлчиевой состоит из узбекской песенной классики, в частности, жанра «шашмаком».
Победительница фестиваля Шарк Тароналари (1997).

## Награды и звания
- Заслуженная артистка Узбекской ССР (3 мая 1990) — учитывая большие заслуги в развитии музыкального, театрального киноискусства, национальных хореографий и песенного творчества, самоотверженный труд, высокое профессиональное мастерство, проявленное при подготовке и проведении праздника Навруз и телемарафона, посвящённого празднику[2]
- Народная артистка Республики Узбекистан (10 июня 1994) — за высокое исполнительское мастерство, заслуги в развитии театрального искусства республики и активное участие в общественной жизни[3]
- Победительница фестиваля Шарк Тароналари (1997)
- Орден «Эл-юрт хурмати» (27 августа 1998) — за большие заслуги в развитии науки, образования, культуры, здравоохранения и спорта, укреплении независимости страны, повышении духовности, а также достойный вклад в дело сохранения мира и стабильности[4]
- Орден «Фидокорона хизматлари учун» (23 августа 2004) — за большие заслуги в повышении интеллектуального потенциала духовности нашего народа, развитии науки, образования, культуры, литературы, искусства, здравоохранения и достойный вклад в укрепление независимости Родины, сохранение мира и стабильности в стране, за многолетнюю общественную деятельность[5]
- Орден «Буюк хизматлари учун» (24 августа 2011) — за весомый вклад в укрепление независимости Родины, развитие национальной идеи, возрождение духовности, повышение самосознания народа, за яркий талант и творчество, научную деятельность, самоотверженный труд, воспитание гармонично развитого поколения в духе любви к Родине и народу, верности идеям независимости и активное участие в общественной жизни[6]
- Орден «Мехнат шухрати» (29 августа 2019) — за заслуги в повышении научного, интеллектуального и духовного потенциала нашего народа, развитии сфер образования, культуры, литературы, искусства, здравоохранения, физической культуры и спорта, достойный вклад в укрепление независимости Родины, обеспечение прогресса, мира и стабильности в стране и многолетнюю плодотворную общественную деятельность[7]
- Герой Узбекистана (24 августа 2021) — за большие заслуги в деле укрепления экономического потенциала нашей страны, повышения её международного авторитета, обеспечения процветания Родины и благополучия жизни народа, инициативность в процессе осуществляемых в последние годы в Новом Узбекистане динамичных и коренных реформ, самоотверженный труд на благо государства и народа, многолетнюю плодотворную и образцовую деятельность в производственной и социально-духовной сферах, большой вклад в воспитание нашей молодёжи в духе патриотизма, уважения национальных и общечеловеческих ценностей, а также активное участие в общественной жизни страны[8]
- Народный хафиз Таджикистана (2024) — за плодотворную деятельность по сохранению и популяризации общего исторического наследия, духовных ценностей и традиций, а также достойный вклад в укрепление дружбы между двух братскими народами[9]